# Artur Music Kijów
Artur Music Kijów (ukr. "Artur Music" Київ) – ukraiński klub piłki nożnej plażowej w Kijowie, mistrz Ukrainy.

## Historia
Zespół Artur Music został założony w Kijowie i reprezentował firmę "Artur Music". W 2009 debiutował w Mistrzostwach Ukrainy Beach Soccera. W 2013 zdobył mistrzostwo. Zaliczany do czołówki najlepszych ukraińskich klubów beach soccera.

## Sukcesy

### Krajowe
- Mistrzostwo Ukrainy :
  - Mistrz: 2013

## Kadra

### Znani zawodnicy
- Witalij Sydorenko
- Andrij Borsuk
- Roman Paczew
- Ołeh Zborowski
- Władysław Bondarenko